# TCDD DH33100
Le TCDD DH33100 erano locomotive diesel-idrauliche costruite per le operazioni di manovra sulle Ferrovie dello Stato Turche . 38 unità di Maschinenbau Kiel (MaK) sono state costruite a partire dal 1953. Nel 1980-81 i locomotori sono stati ricostruiti con motori Cummins Diesel KT1150L.